# Jeffrey Epstein
Jeffrey Epstein (n. 20 ianuarie 1953, New York City, New York, SUA – d. 10 august 2019, Metropolitan Correctional Center, New York City⁠(d), New York, SUA) a fost un pedofil, om de afaceri și miliardar.

## Legături externe
- The Jeffrey Epstein VI Foundation Arhivat în 19 mai 2016, la Arhiva Web Portugheză
- Mai jos de un miliard de dolari nu discut, 14 noiembrie 2002, Raluca Badea, Ziarul financiar